# Dalea tenuis
Dalea tenuis är en ärtväxtart som först beskrevs av John Merle Coulter, och fick sitt nu gällande namn av Lloyd Herbert Shinners. Dalea tenuis ingår i släktet Dalea, och familjen ärtväxter. Inga underarter finns listade i Catalogue of Life.